# Rhaptothyreus minor
Rhaptothyreus minor is een rondwormensoort uit de familie van de Rhaptothyreidae. De wetenschappelijke naam van de soort is voor het eerst geldig gepubliceerd in 1993 door Riemann.